# Hội chứng tiểu não

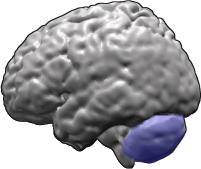
Tiểu não con người (phần tô xanh)

Hội chứng tiểu não là những tổn thương của 1 hay 2 bên bán cầu của tiểu não sinh ra. Những tổn thương xảy ra ở tiểu não này có thể gây các khó khăn cho người bệnh về thăng bằng của cơ thể, mất khả năng điều hòa, phối hợp các vận động phức tạp của cơ thể và có thể gây tử vong.

## Cấu tạo tiểu não
Tiểu não dính với não bằng 3 đôi cuống tiểu não như sau:
- Cuống tiểu não dưới đi tới hành tuỷ.
- Cuống tiểu não giữa đi tới cầu não.
- Cuống tiểu não trên đi tới thân não.
Tiểu não gồm thuỳ nhộng ở giữa, hai bên là hai bán cầu tiểu não, ngoài ra còn có một số nhân: nhân răng cưa và nhân mái.
Về mặt nguồn gốc và chức năng, người ta chia tiểu não ra gồm 3 phần:
1. Tiểu não nguyên thủy: gồm nhân của thùy nhộng và hai nhung não bên, đóng vai trò định hướng trong không gian.
2. Tiểu não cổ: gồm lưỡi gà, tháp nhộng, hai cầu não bên, đóng vai trò trong việc giữ thăng bằng.
3. Tân tiễu não: gồm phần lớn bán cầu tiểu não, đóng vai trò quan trọng trong điều hoà hoạt động.

## Triệu chứng lâm sàng
- Các triệu chứng có thể thấy rất rõ khi bệnh nặng, nhưng khi bệnh nhẹ phải khám tỉ mỉ và kĩ càng để phát hiện các triệu chứng thương tiểu não. Ở đây chỉ nói đến 3 triệu chứng thường gặp nhất của người bệnh, ngoài ra còn các triệu chứng khác như giảm trương lực cơ tức các trạng thái bất thường ở cơ vận động và giật nhãn cầu tức các vấn đề về thị giác có liên quan đến nhãn cầu và đồng tử của mắt.

1. Loạng choạng tiểu não:
Người ta chia ra làm hai loại loạng choạng tiểu não.
- - Rối loạn các vận động đơn giản: phát hiện bằng các nghiệm pháp sau đây:

+ Ngón tay chỉ mũi: người bệnh nằm ngửa, hai tay và hai chân duỗi thẳng. Bảo người bệnh lấy ngón tay trỏ chỉ vào mũi.
+ Gót chân đầu gối: người bệnh nằm ngửa, duỗi thẳng hai chân. Bảo người bệnh lấy gót chân bên này chỉ đúng lên đầu gối bên kia chân.
Kết quả:người bệnh chỉ sai tầm,quá tầm.
- - Rối loạn các động tác phức tạp:Người bệnh không còn khả năng động vận (asynergie), nghĩa là khi làm một động tác phức tạp, người bệnh phân tích thành một loạt động tác đơn giản nên khi tiến hành thường có rối loạn:

+ Nghiệm pháp nhắc chân: bảo người bệnh nhắc chân khỏi giường 50 cm. do mất khả năng phối hợp trong thời gian và không gian nên người bệnh đưa quá mạnh, quá đích.
+ Nghiệm pháp nắm tay:Bảo người bệnh nắm tay, người bệnh nắm quá mạnh.
+ Rối loạn các vận động liên tiếp: bảo người bệnh lật úp bàn tay liên tiếp người bệnh làm rời rạc và chậm chạp.
Loạng choạng khi vận động: thể hiện khi người bệnh đi lại. Người bệnh đi lại chậm chạp, đi theo hình dích dắc như người say rượu, người bệnh sẽ bị mất ý thức và đi lại không như ý muốn.
2. Run khi làm việc:
Lúc nghĩ không bị run, nhưng bắt đầu làm việc thì bị run, ví dụ: khi đưa một rót nước vào ly, người bệnh run và chai nước đi quá chiếc ly
3. Rối loạn tiếng nói:
Người bệnh nói ngập ngừng, nhát gừng, không hoàn chỉnh thành câu khi nói, đứt đoạn, phát âm sai, không rõ ràng, khó nghe được. Bệnh nặng có thể bệnh nhân mất khả năng vận động ngôn ngữ. Rối loạn tiếng nói thường gặp khi tổn thương cả hai bên bán cầu tiểu não.

## Nguyên nhân và một số hội chứng tiểu não
- Do di truyền ví dụ như bệnh Thoái hóa tiểu não (Spinocerebellar ataxia) hay bệnh Thiểu sản tiểu não (Cerebellar hypoplasia)
- Do nhiễm khuẩn: bọc mủ, thường do viêm mủ tai hoặc viêm tai xương chũm, nguyên nhân là do vi khuẩn, vi trùng.
- Do U tiểu não: thường do các khối u ở hố não sau, nhất là góc cầu - tiểu não. Hay gặp nhất là u của dây thính giác.
- Xuất huyết tiểu não (tức chảy máu tiểu não).
- Teo tiểu não: tiến triển chậm, xuất hiện muộn, thường ở trên 50 tuổi. Đây cũng chính là 1 dạng của Thoái hóa tiểu não và Bại não.
- Xơ cứng mô ở tiểu não do nhiều tác nhân ngoại cảnh.

Ngoài ra còn một số nguyên nhân khác
Chẩn đoán xác định:Chỉ cần dựa vào lâm sàng cũng có thể xác định được hội chứng tiểu não. Nhưng việc xác định nguyên nhân gây hội chứng tiểu não và thuộc dạng bệnh hội chứng tiểu não nào thì khá khó, cần thực hiện xét nghiệm và chụp X-quang và chụp MRI để chẩn đoán chính xác.

## Mức độ nguy hiểm
Tùy vào nguyên nhân gây ra các hội chứng tiểu não mà mức độ nguy hiểm khác nhau nhưng tất cả đều có nguy cơ ảnh hưởng đến Hệ thần kinh trung ương do tác động đến bộ phận tiểu não. Chúng có thể gây ra các biến chứng khác nhau dẫn đến tổn thương tiểu não tạm thời hoặc vĩnh viễn. Một số nguyên nhân như xuất huyết tiểu não (chảy máu tiểu não), viêm nhiễm khuẩn ở tiểu não hay u tiểu não (ung thư) có thể gây tử vong hoặc các di căn về sau đặc biệt nguy hiểm nếu không được phát hiện sớm và được điều trị kịp thời. Các khối u tiểu não cho dù lành tính hay ác tính đều có khả năng gây tử vong vì nó càng phát triển thì các mô ở tiểu não ngày càng bị chèn ép.

## Chữa trị
Tùy vào từng loại hội chứng tiểu não mà người ta có các cách điều trị khác nhau và cũng tùy vào tình trạng bệnh tật của bệnh nhân mà mỗi người sẽ có 1 pháp đồ điều trị riêng.
Các phương pháp điều trị điển hình cho từng loại bệnh như đối với viêm nhiễm tiểu não cần phải điều trị bằng kháng sinh đặc biệt và cần phải phát hiện sớm. U tiểu não cũng cần phải phát hiện sớm mới có khả năng điều trị, chủ yếu là dùng thuốc để khống chế, ngăn chặn và phá hủy khối u, nếu u đã phát triển quá to thì cần phải mổ nhưng vì là 1 thành phần của bộ não nên việc mổ ở vùng tiểu não rất hạn chế và thường tránh bởi dễ gây tổn thương cho hệ thần kinh nếu phải mổ. Một số bệnh như Thoái hóa tiểu não cho đến nay vẫn chưa có cách chữa trị, chỉ có thể dùng thuốc kết hợp với vật lý trị liệu cho bệnh nhân nhằm ngăn cản sự phát triển của bệnh cũng như giúp người bệnh có thể điều hòa, phối hợp các vận động chân tay của mình.